# Jocelyne Pauly
Pour les articles homonymes, voir Pauly.
Jocelyne Pauly est une coureuse d'ultrafond française née le 10 septembre 1973, originaire d'Oloron (Pyrénées-Atlantiques) et vivant à Pau. Elle est spécialiste de l'ultra-trail, 
En 2015, elle remporte le Grand Raid des Pyrénées, dans la catégorie féminine, en 30 h 12 min. 
Elle remporte la Diagonale des Fous en 2018, dans la catégorie féminine, en 28 h 54 min. C'est là sa deuxième participation à cette course qui traverse l'île de La Réunion : en 2016, elle a été classée 4ème ex aequo.
En 2018, elle se classe troisième féminine de l'Ultra-Trail du Mont-Blanc, derrière Francesca Canepa et Uxue Fraile Azpeitia.
En 2019 elle est classée en deuxième place féminine du Tor des Géants.